# Valio
A Valio finn tejipari nagyvállalat, amely Finnország egyik legnagyobb vállalata. Termékei között szerepelnek sajtok, porított termékek, vaj, joghurt és tej. Finnországban a legnagyobb tejfeldolgozónak számít, amely az ország tejtermelésének mintegy 85 százalékát dolgozza fel. 
A Valio 18 további tejfelvásárlóval működik együtt, valamint ezáltal 7900 tejtermelővel áll kapcsolatban. Termékkínálata összességében véve mintegy 1000 termékből áll. A Valio Finnország legnagyobb élelmiszer exportőre, amely közel 60 országban értékesíti termékeit. 2015-ben a finn tejipari kivitel 97 százalékát adták a cég termékei, mely a teljes elelmiszer export 29 százaléka. 
Finnországban 15 gyára található, kettő Észtországban, valamint egy logisztikai központja van Moszkvában. Leányvállalatai működnek Svédországban, Oroszországban, a Baltikum államaiban, az Amerikai Egyesült Államokban, valamint Kínában. Nettó bevételeinek mintegy harmadát a nemzetközi piacokon való részesedéséből szerzi a vállalat.

## Fordítás
Ez a szócikk részben vagy egészben  a   Valio című angol Wikipédia-szócikk ezen változatának fordításán alapul.  Az eredeti cikk szerkesztőit annak laptörténete sorolja fel. Ez a jelzés csupán a megfogalmazás eredetét és a szerzői jogokat jelzi, nem szolgál a cikkben szereplő információk forrásmegjelöléseként.